# Осада Лиссабона (1384)

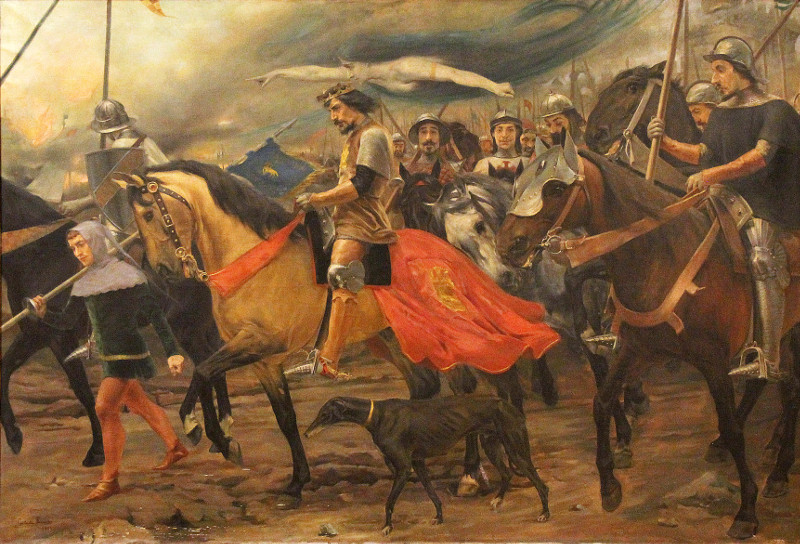
Чума заставляет отступить кастильцев от Лиссабона. Картина Константина Фернандоса (1901 год)

Осада Лиссабона (1384) проходила в период с 1 мая по 3 сентября 1384 года и осуществлялась армией королевства Леон и Кастилия под руководством короля Хуана I, город обороняли португальские войска под предводительством Жуана I.

## Предыстория
В 1383 году король Португалии Фернанду I умер, не оставив законного наследника мужского пола. Страной правила регент — королева Леонор Телес с её фаворитом графом Жуаном Фернандешем Андейру. Единственная законнорождённая дочь Фернанду I, принцесса Беатриса была замужем за королём Хуаном I Кастильским и жила в Кастилии. Эта ситуация в конечном итоге могла привести к вхождению Португалии в состав королевства Кастилия и Леон, что вызвало недовольство у португальской элиты.
6 декабря 1383 года магистр Ависского ордена Жуан, который был внебрачным сыном короля Педру I, устроил во дворце переворот, во время которого был убит граф Андейро. В стране началось восстание, сопровождаемое вооружёнными столкновениями с кастильцами. В ответ на это король Кастилии Хуан I, желая сохранить наследство жены за собой, двинул свои войска в Португалию. 1 мая 1384 года Кастильская армия начала осаду Лиссабона.

## Ход осады
Осада началась 1 мая 1384 года, когда армия Хуана I осадила Лиссабон с суши, в то время как его флот блокировал городской порт на реке Тежу. Жуан полностью передал командование войсками генералу «Святому Коннетаблю», Нуну Альварешу Перейре, который одержал незадолго до этого победу при Атолейруше, а сам сосредоточился на дипломатических вопросах, стараясь заручиться поддержкой Англии.
Жители Лиссабона жестоко страдали от осады. 18 июля капитан Руи Перейра на четырёх кораблях попытался прорвать блокаду и доставить в город продовольствие. Лишь одному кораблю удалось достичь города, три корабля были потоплены, а сам капитан погиб в сражении. Нуну Перейра перерезал поставки продовольствия в кастильский лагерь, что привело к голоду среди солдат Хуана и вспышке бубонной чумы. Войска Кастильского королевства, истощенные чумой, голодом и постоянными вылазками Перейры, были вынуждены отступить от города через четыре месяца после начала осады 3 сентября 1384 года.

## Последствия
Осада закончилась катастрофой для Кастилии. Эпидемия чумы вместе с постоянным вылазками португальских войск под предводительством Перейра привела к огромным жертвам среди кастильской армии.